# Парк імені Тараса Шевченка (Дніпро)
Центральний парк культури та відпочинку ім. Т. Г. Шевченка  (від заснування і до 1925 Потьомкінський сад) — центральний і найстаріший парк Дніпра, пам'ятка садово-паркового мистецтва. Парк складається з материкової частини та Монастирського острова.

## Історія
До заснування Катеринослава, у другій половині XVIII сторіччя, територія сучасного парку належала відставному осавулові колишнього запорозького війська Лазареві Глобі. За словами історика Дмитра Яворницького, колишній козак переїхав до Половиці з Нового Кодака, посадив тут перші дерева, а на березі Дніпра звів водяний млин.
У 1787 починається забудова Катеринослава, і Глоба продає свою землю князю Григорію Потьомкіну, який розпочинає тут будівництво свого палацу.  У 1790 році був збудований розкішний палац, на прилеглій території британський садівник В. Гульд насаджує для князя сад, з двома великими оранжереями,в англійському стилі з екзотичними рослинами, ананасовою та лавровою галереями.
Після смерті Потьомкіна (1791 р.) і Катерини ІІ (1796 р.) палац швидко занепадає, утім усиллями міської влади сад підтримувався у належному стані.  У 1802 році Рішельє взяв Потьомкінський сад на державне утримання для відновлення в ньому "публічних гулянь". (за вказівкою імператора Олександра І). Але сад продовжував перебувати у занедбаному стані. В 40-х роках цар Микола І передав сад у дар катеринославському дворянству. У 1887 сад стає епіцентром святкування сторіччя Катеринослава. До початку ХХ сторіччя Потьомкінський сад залишається улюбленим місцем прогулянок містян.
У 1925 році розпочинається реконструкція парку, що отримав нову назву — парк культури і відпочинку імені Тараса Шевченка. Колишній Потьомкінський палац було переобладнано на Будинок відпочинку імені Ілліча. У 1935 на східній ділянці парку будується Зелений театр.
Після війни починається нова масштабна реконструкція парку — його територію збільшено за рахунок частини площі Шевченка, відбудовується палац, прокладаються нові алеї, встановлюється чавунна огорожа в стилі ампір. На центральній алеї парку зводиться пам'ятник Сталіну (демонтовано у 1961).1952 року був відбудований і реконструйований палац, переданий у розпорядження студентів.
У 1957 році до території парку додається Монастирський острів, з'єднаний із материком пішохідним мостом. У 1959 на центральній алеї острова відкрито новий, найбільший в Україні, пам'ятник Шевченкові, на якому Кобзар звернений обличчям до Славутича. (замість старого, спорудженого 1949-го на материковій частині — п'єдестал від нього зберігся до наших днів).
В 70-80-х років парк набув свого сучасного вигляду (архітектори Є. Яшунський і Л. Халявський).
За проєктом Павла Нірінберга у 1977 в парку збудовано літній театр. У 1979 на дніпровських схилах материкової частини парку відкривається ресторан «Маяк», а у 1986 на Монастирському острові починає роботу Дніпропетровський акваріум прісноводних риб. У радянські часи на східній частині острова було обладнано міський пляж, з'єднаний із Соборною горою канатною дорогою (закрита на початку 2000-х).
Храм святителя Миколая, зведений на території парку у 1999 році, став одним із символів Дніпра. У 2006 відбулася реконструкція оглядового майданчика парка, встановлено каскадний фонтан. У 2013 проведено капітальний ремонт пам'ятника Тарасу Шевченку та відкрито фонтан-водоспад «Поріг Ревучий».
Влітку 2017-го у західній частині парку (на місці амфітеатру, знищеного ще під час Другої світової) силами волонтерів зведено публічний простір «Stage: Сцена». Будівництво почалося у червні в рамках фестивалю «Конструкція». До початку осені на «Сцені» відбулися кілька десятків музичних, танцювальних, лекційних та інших заходів.

## Галерея

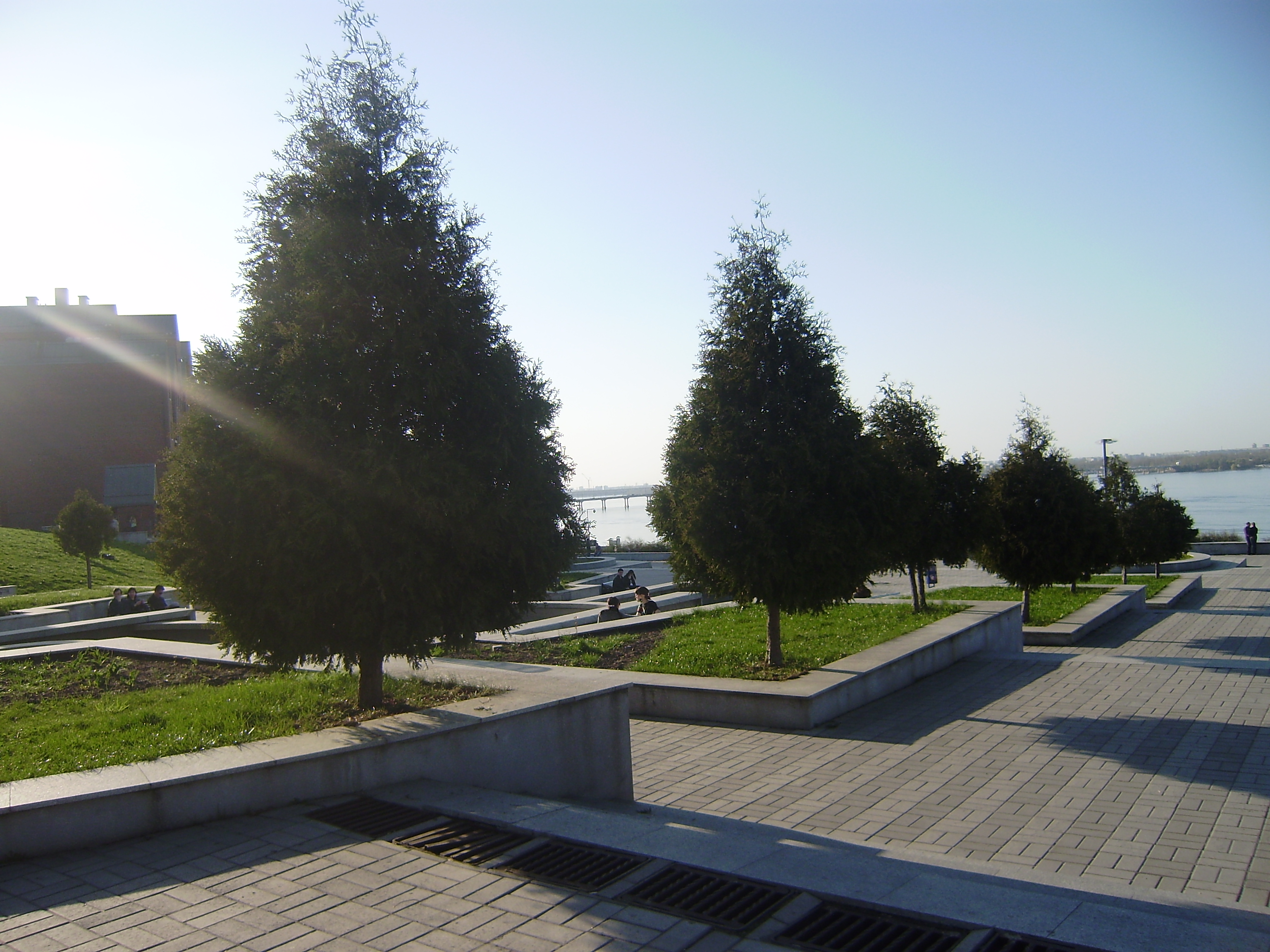
Оглядовий майданчик із панорамним видом Дніпра
Пам'ятник Шевченкові на Монастирському острові
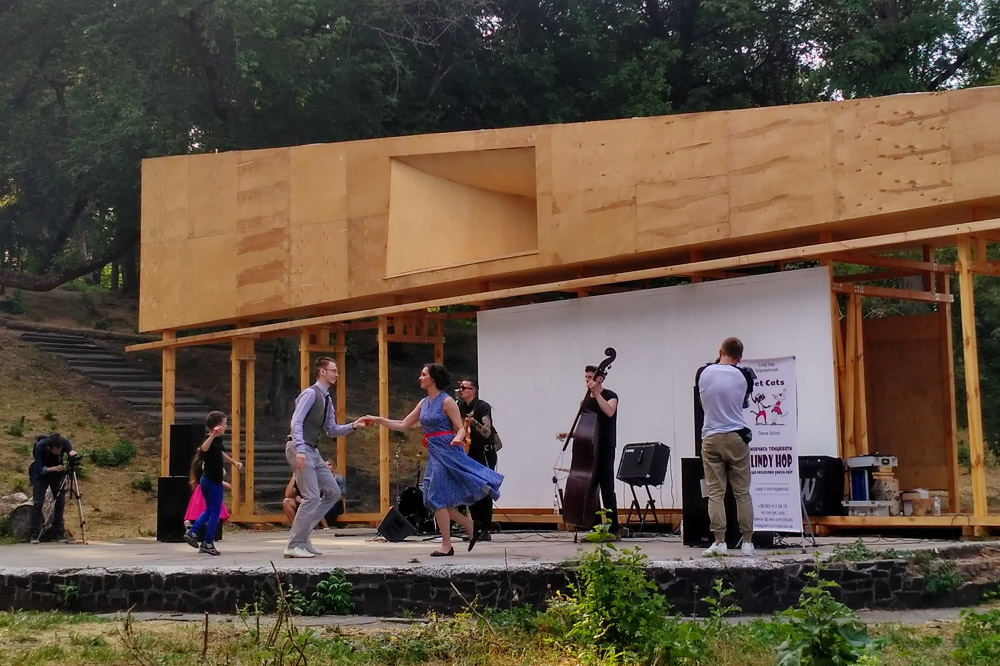
Фестиваль на об'єкті "Stage:Сцена"
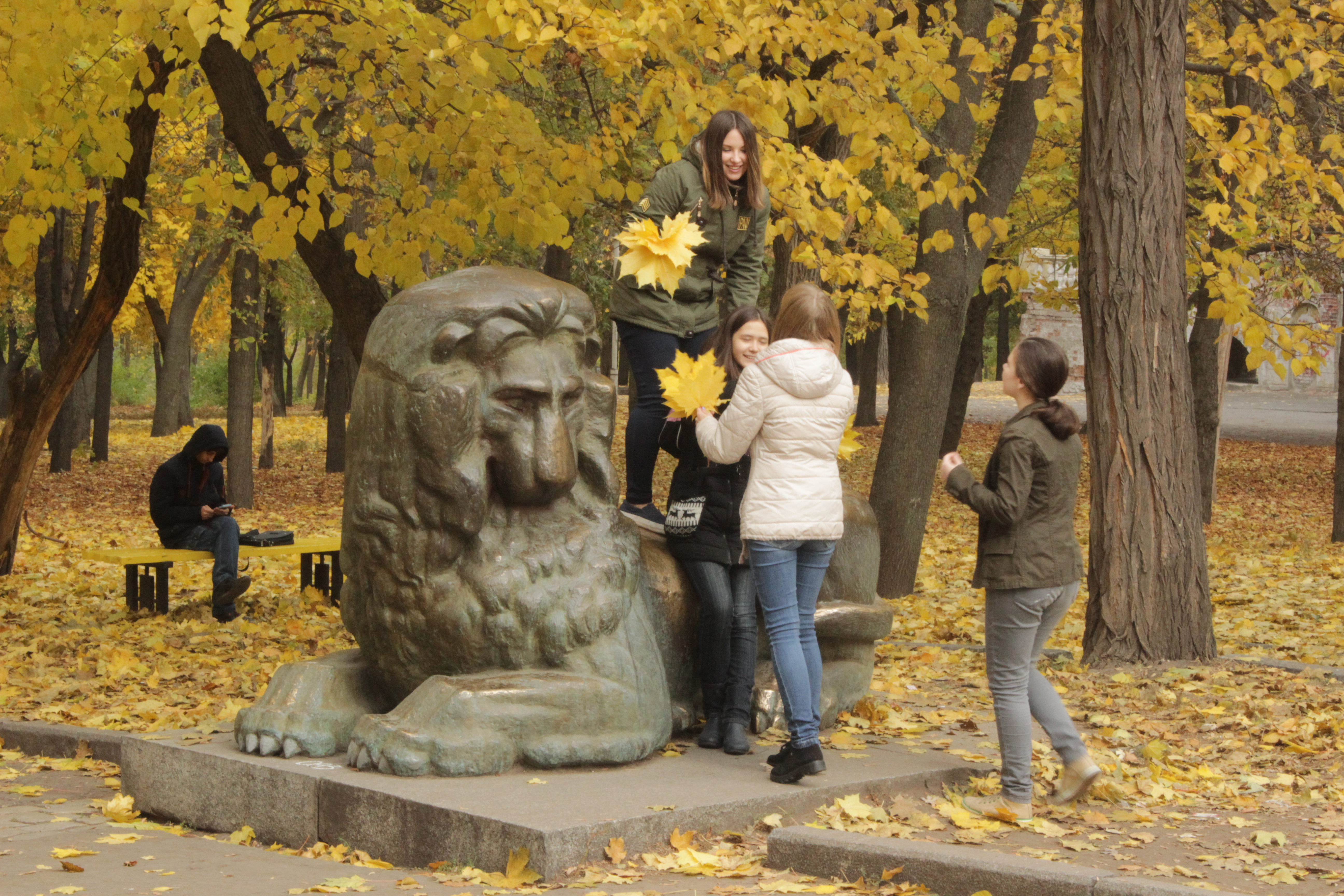
Бронзовий лев, улюбленець маленьких дніпрян
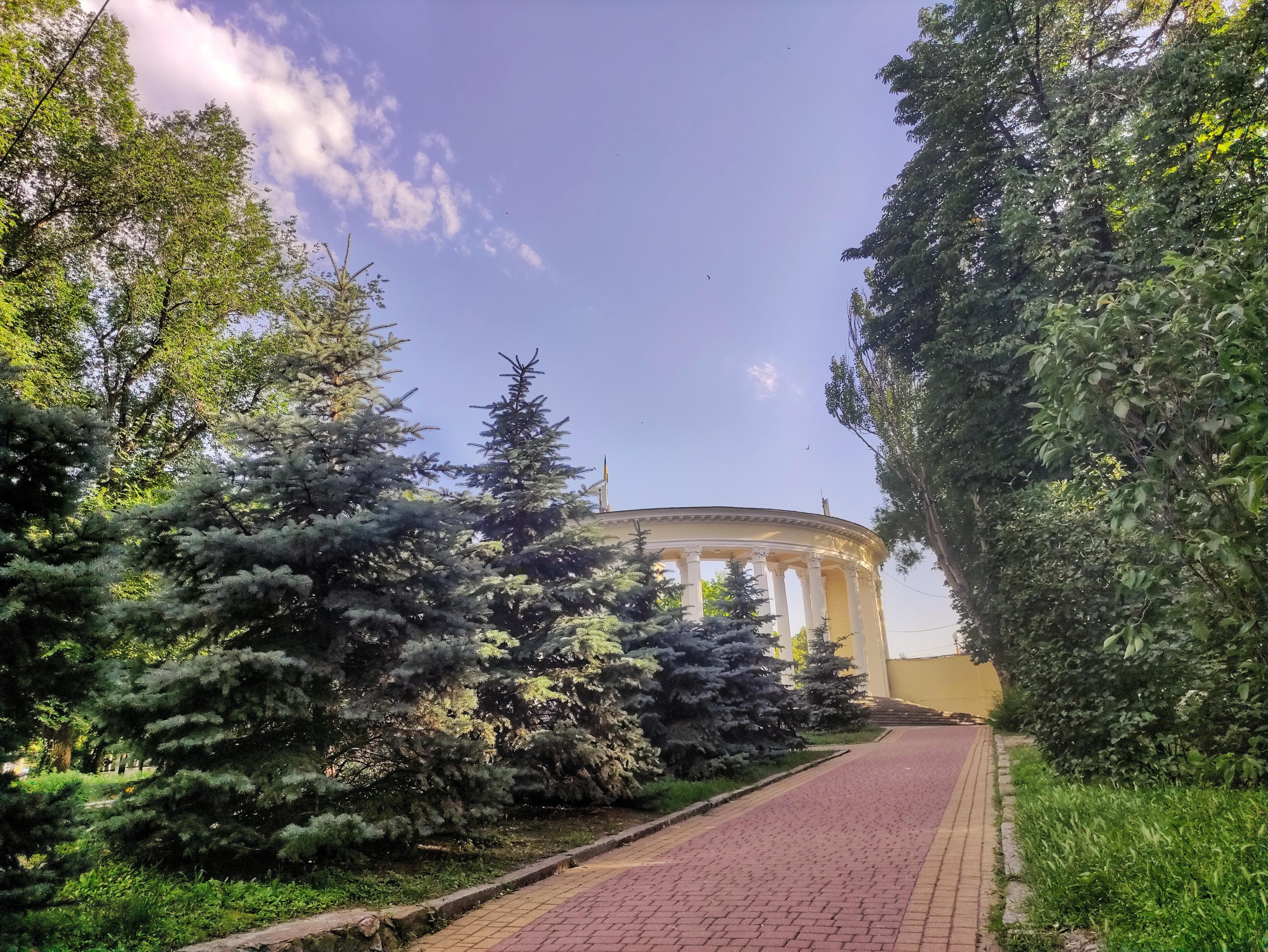
Вигляд головного входу зі сторони парку
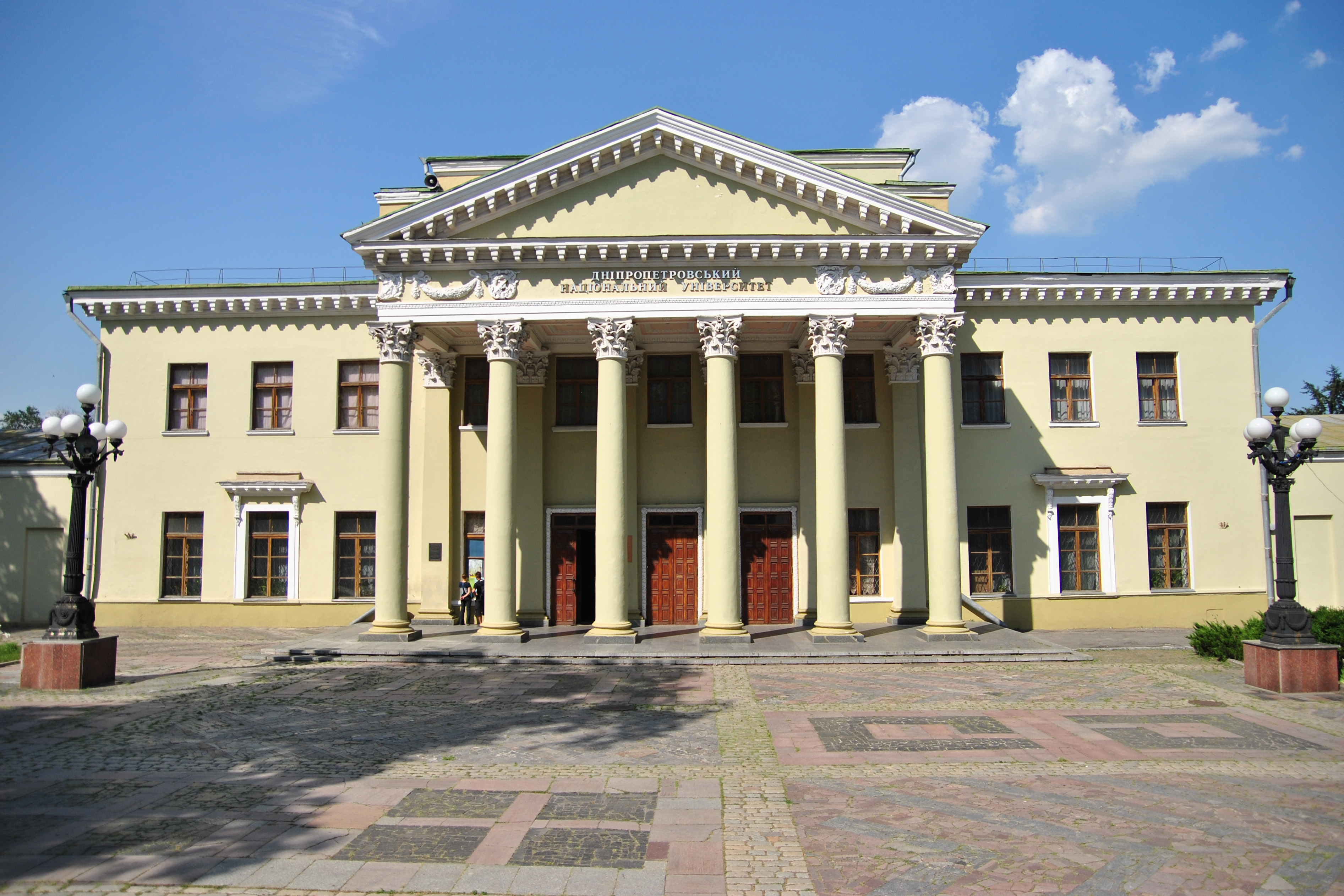
Головний фасад Потьомкінського палацу
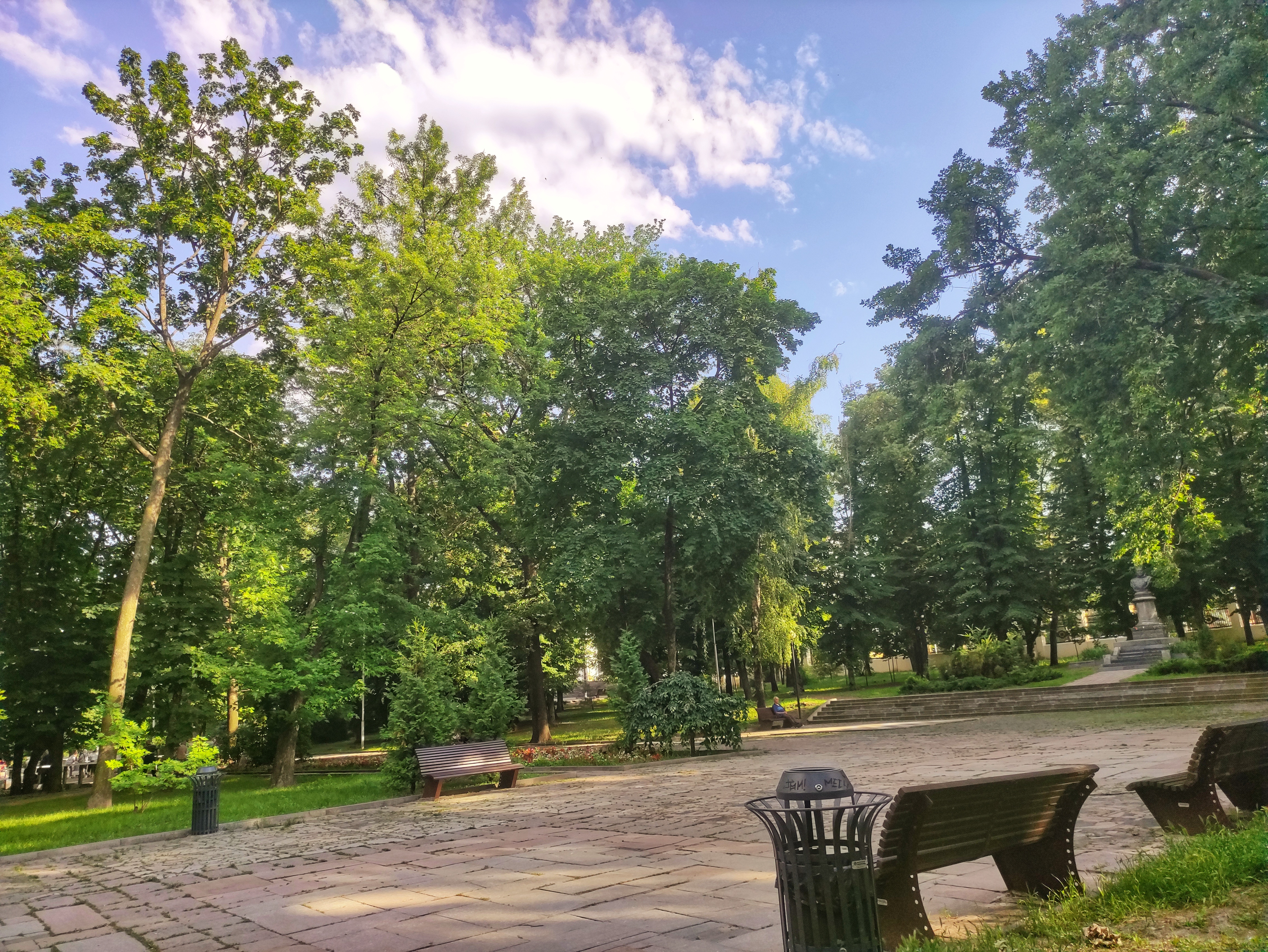
Невелика алея з зеленими насадженнями та лавами
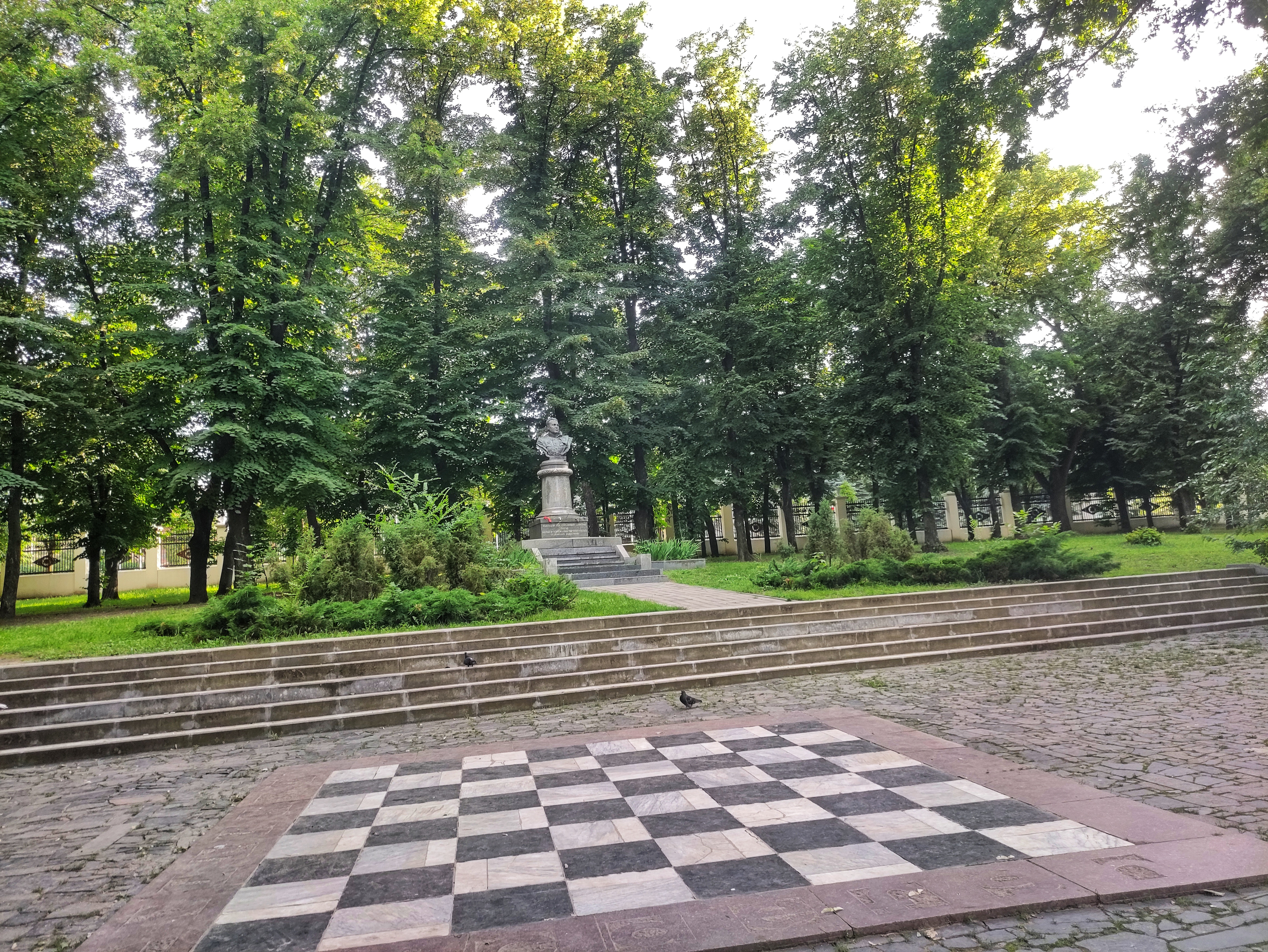
Підлогові шахи біля пам'ятника
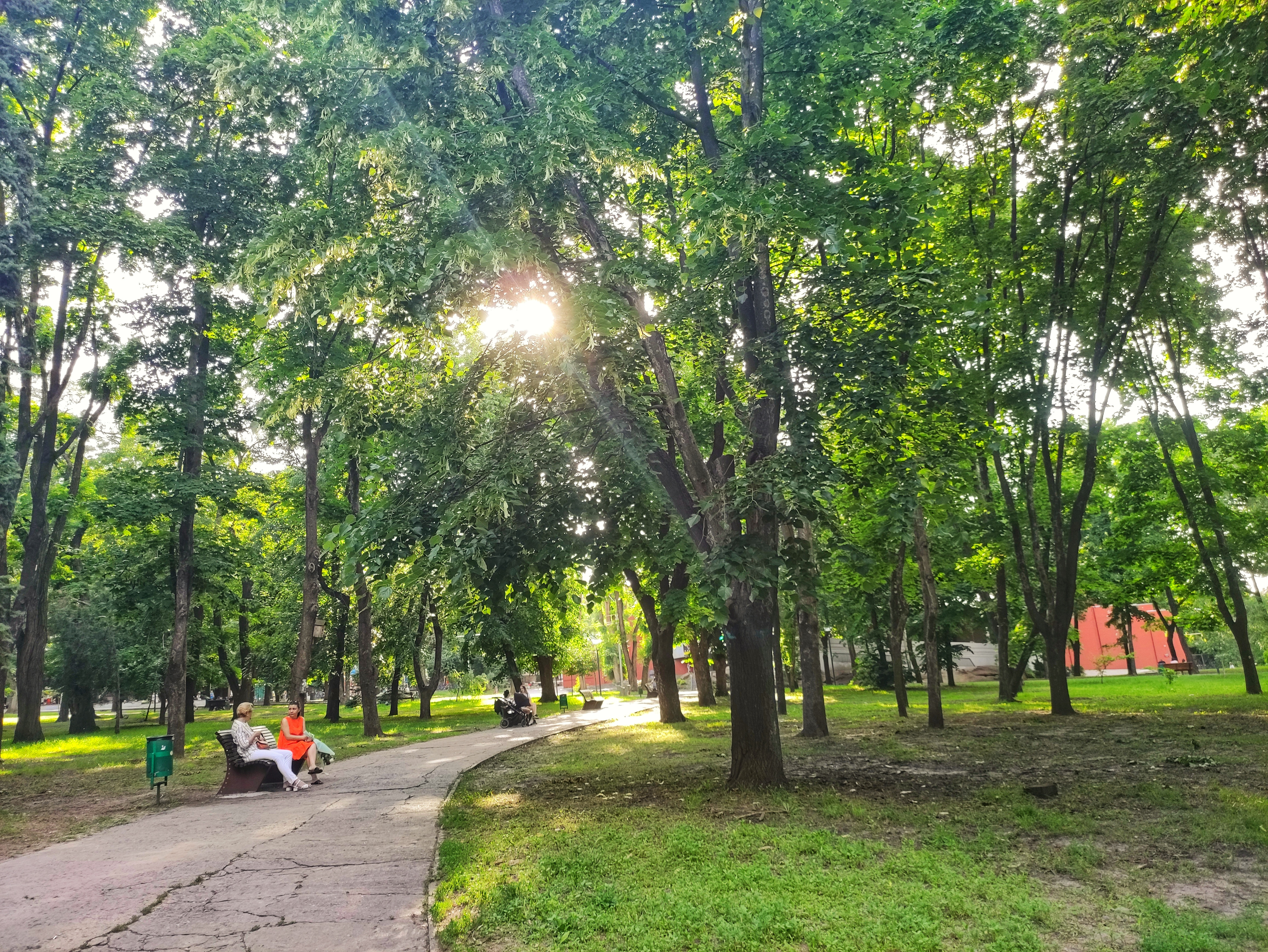
Дерева обабіч стежки
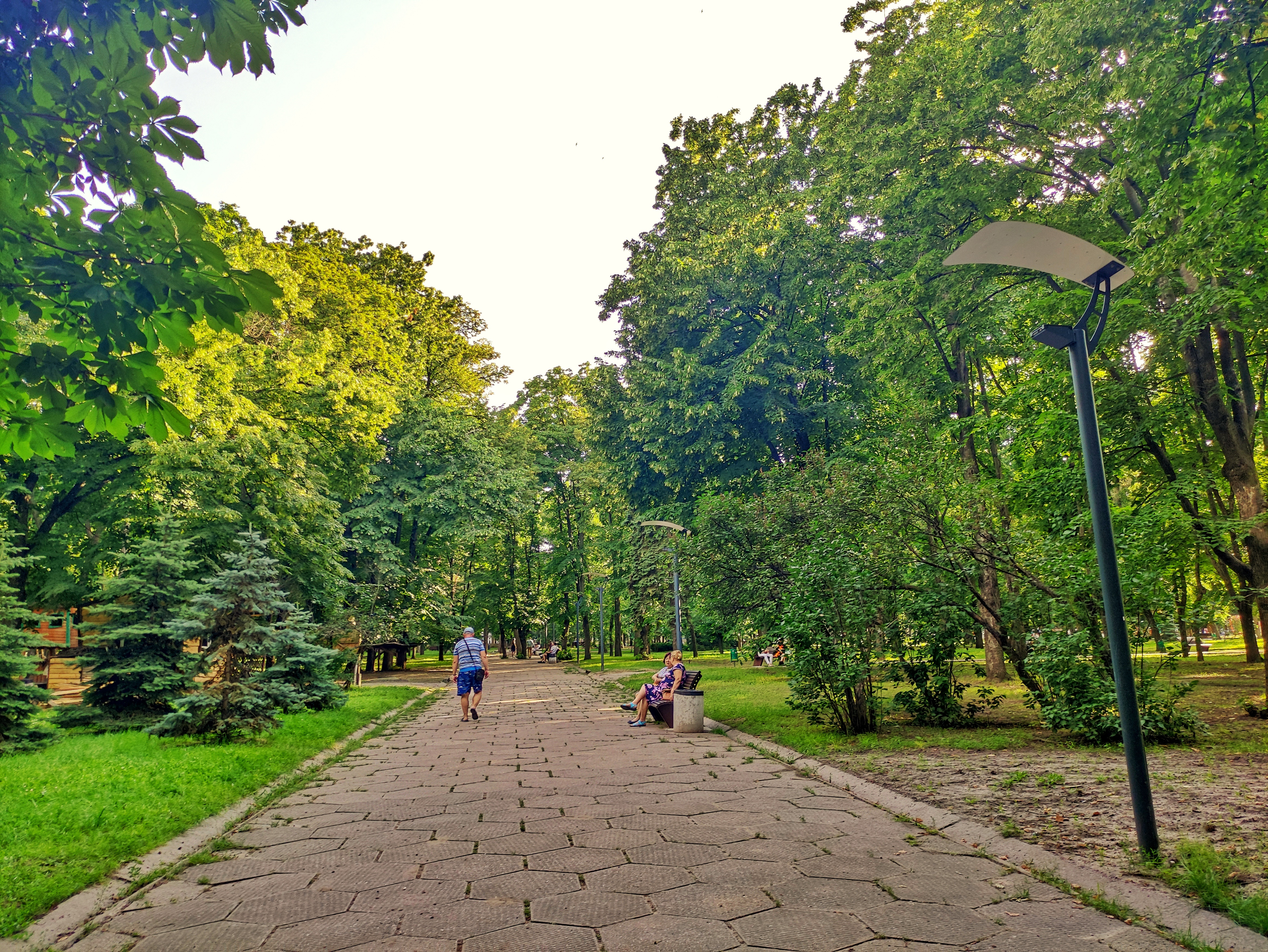
Алея у парку
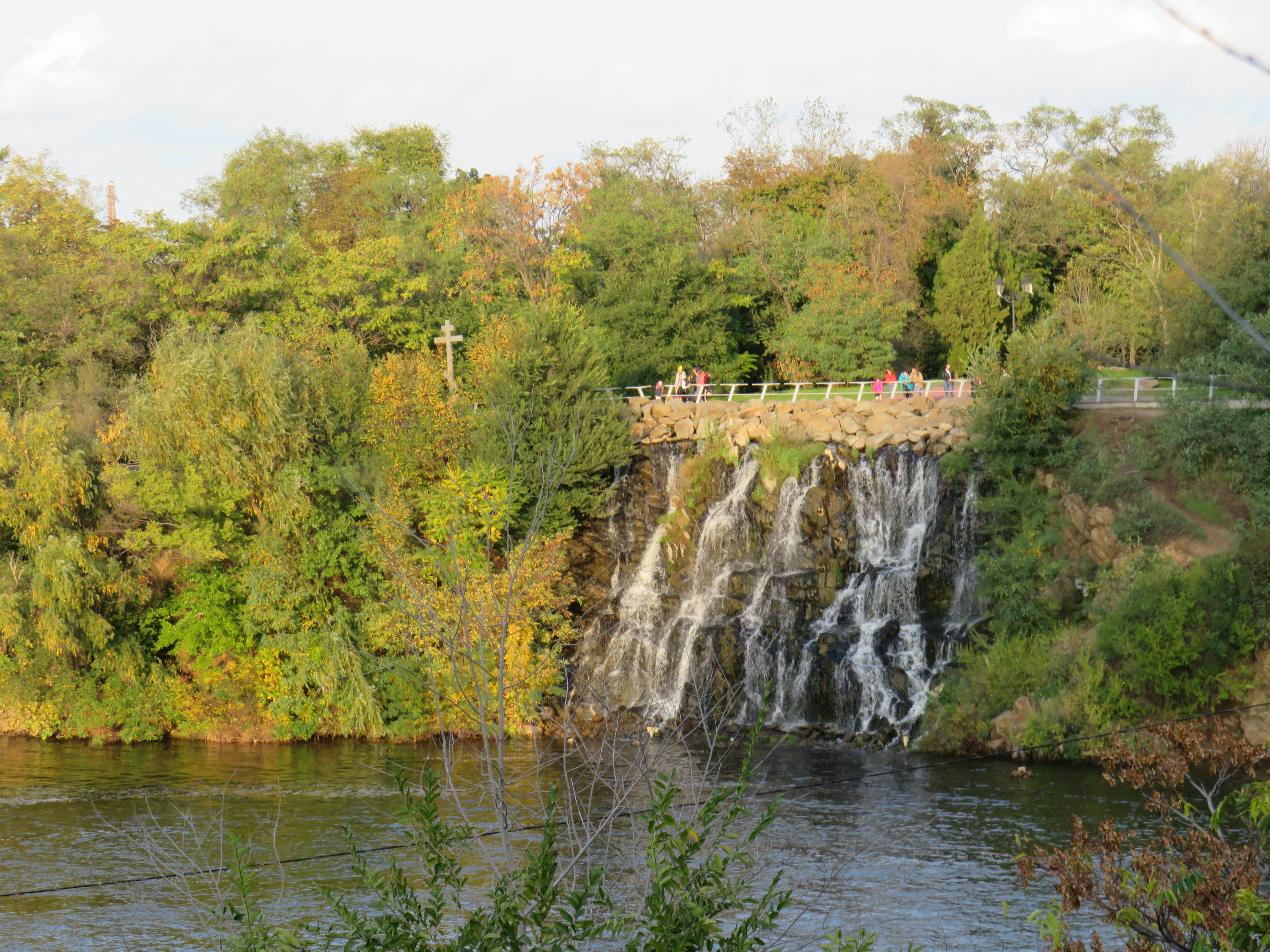
Штучний фонтан-водоспад «Поріг Ревучий»
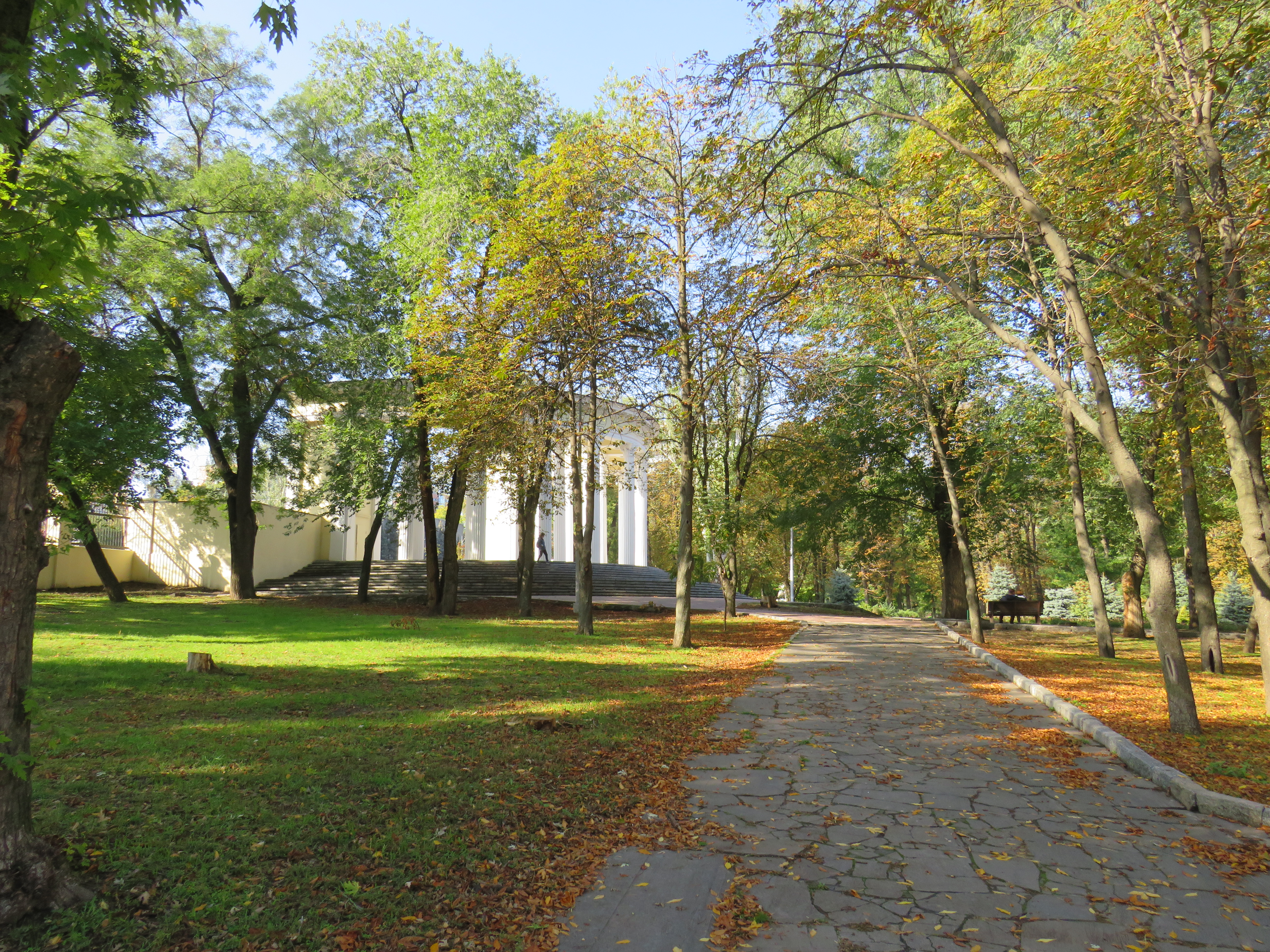
Парк восени
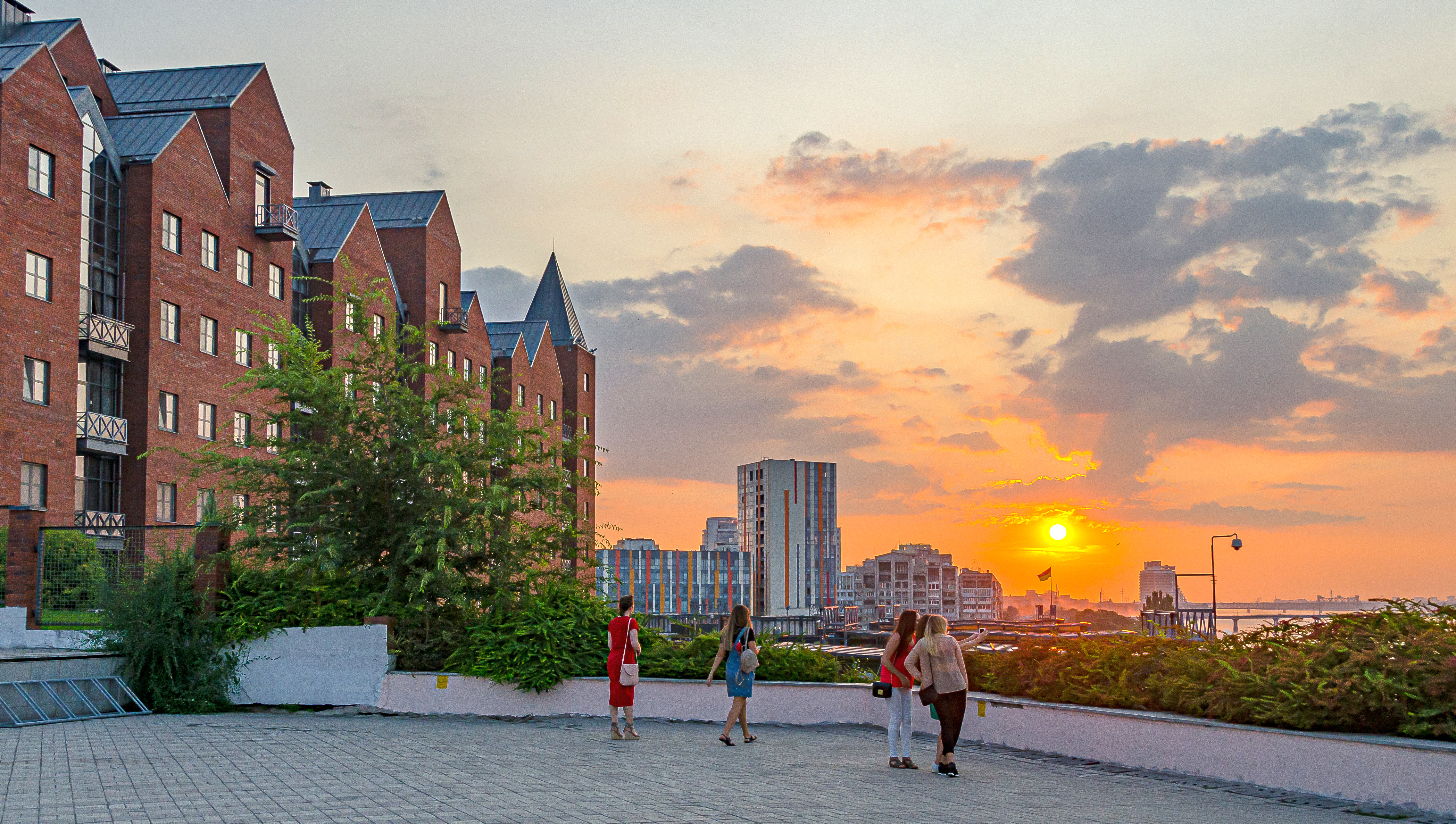
Вигляд на житловий комплекс "Амстердам"
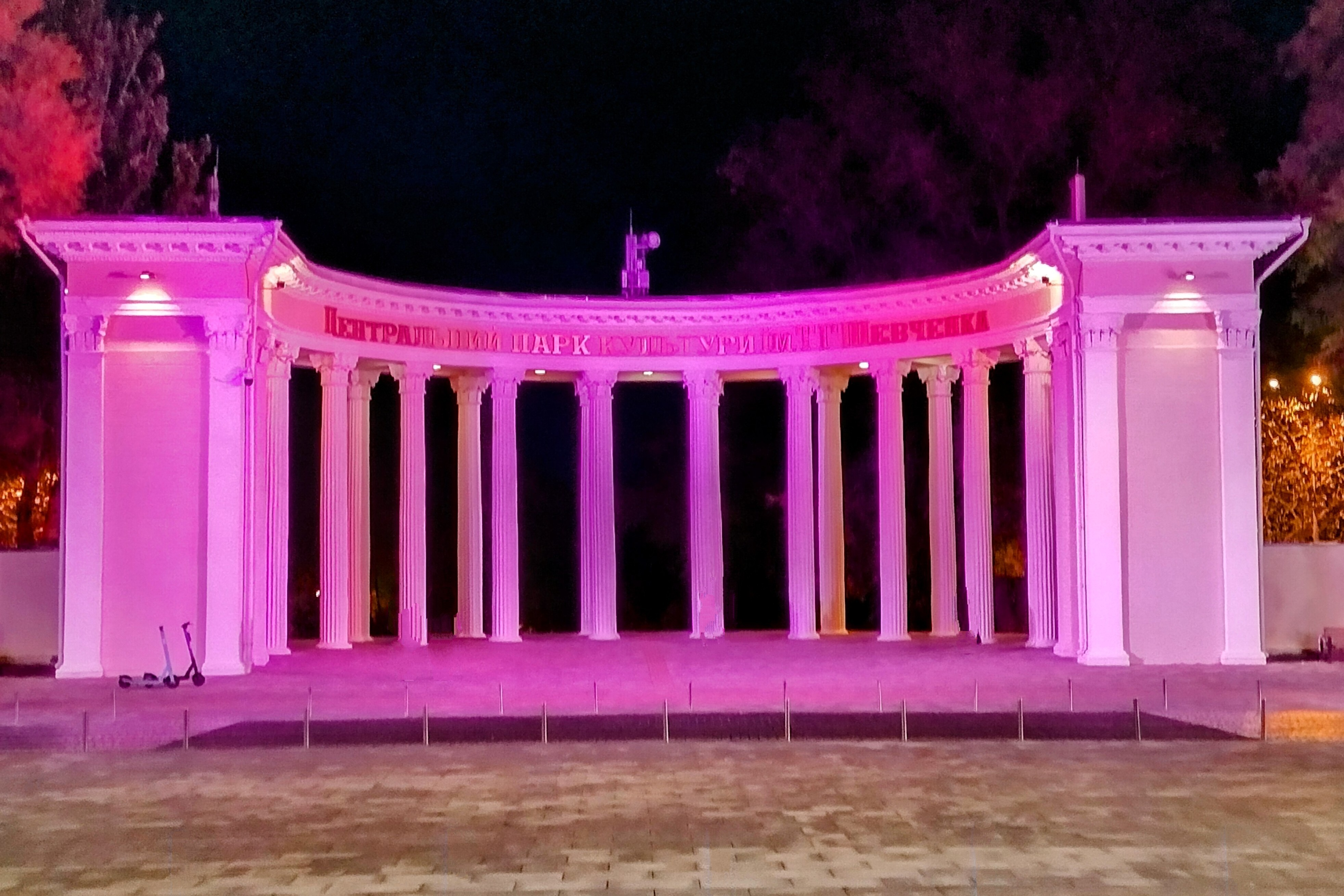
Вхідна колонада у вечірньому освітленні

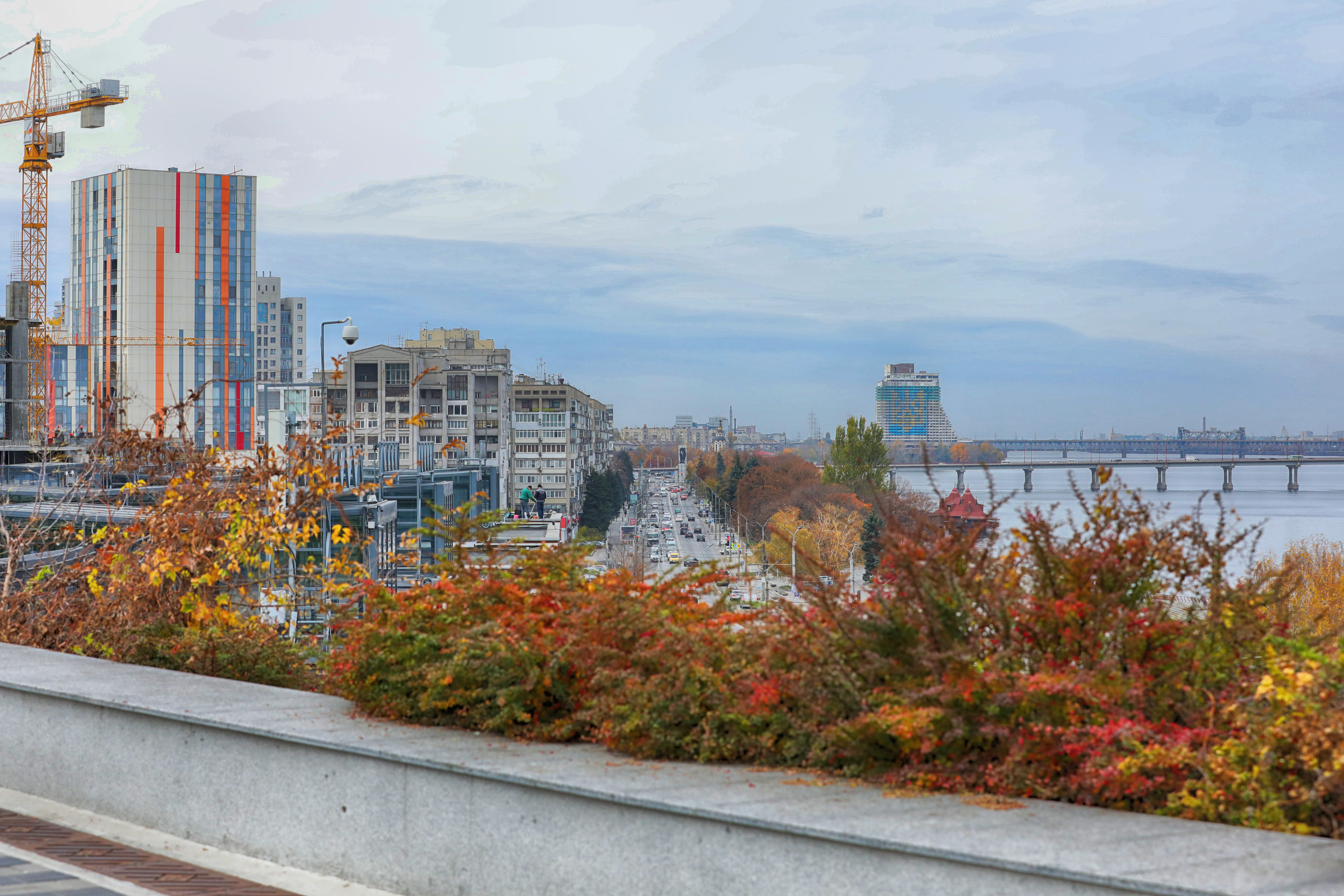
Вид з оглядового майданчика парка ім. Т.Г. Шевченка

## Візитівки парку
- Потьомкінський палац
- Монастирський острів

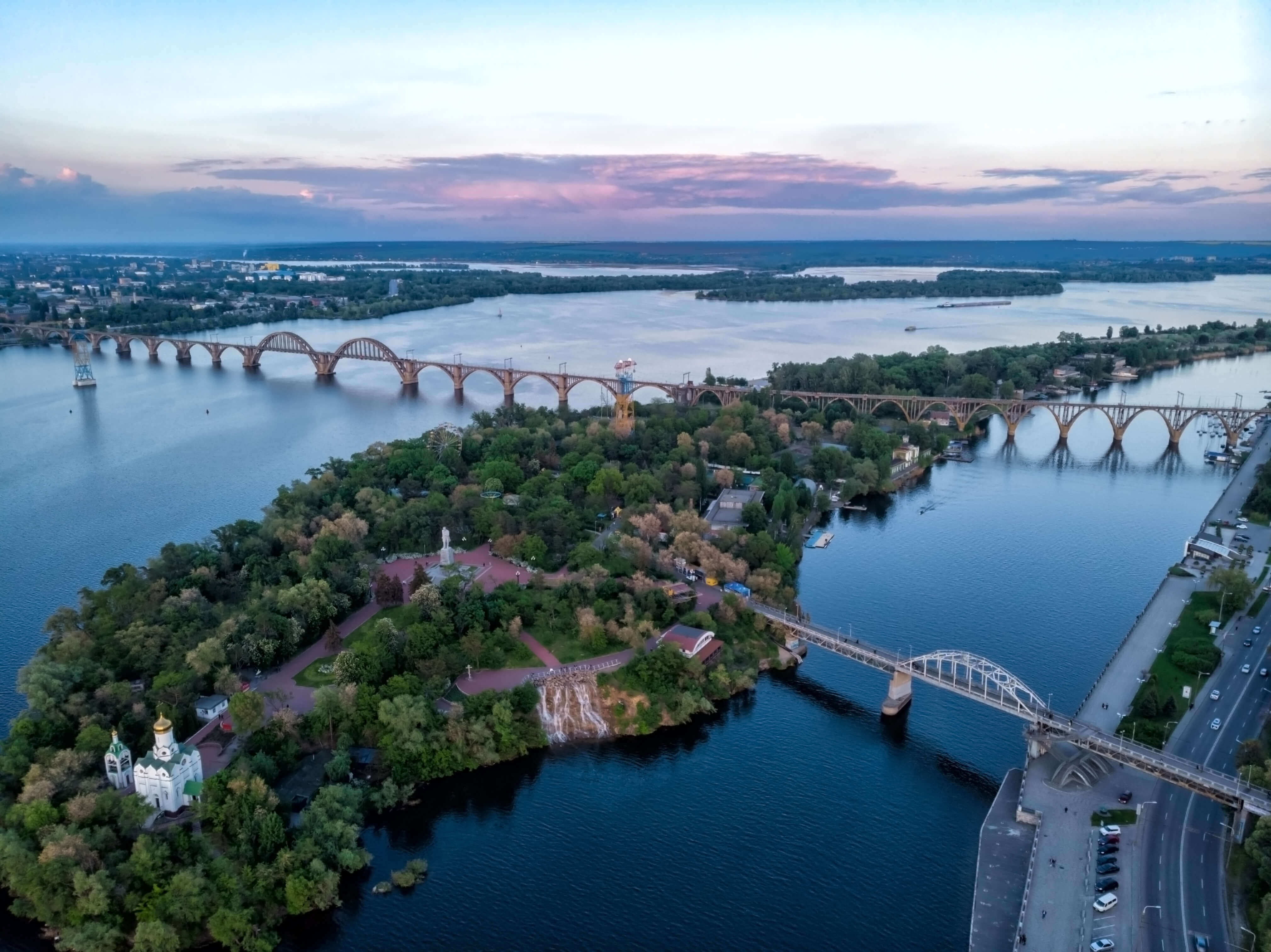
Монастирський острів: храм і водоспад

- Оглядовий майданчик з панорамою Дніпра
- Храм святителя Миколая
- Дніпровський акваріум
- Літній театр
- Фонтан-водоспад «Поріг Ревучий»